# Tuenno
Tuenno (Tuèn, pronunciato /tuˈɛn/, in noneso) è stato un comune italiano di 2 425 abitanti della provincia autonoma di Trento. Dal 1º gennaio 2016 con i comuni di Nanno e Tassullo forma il nuovo comune di Ville d'Anaunia.

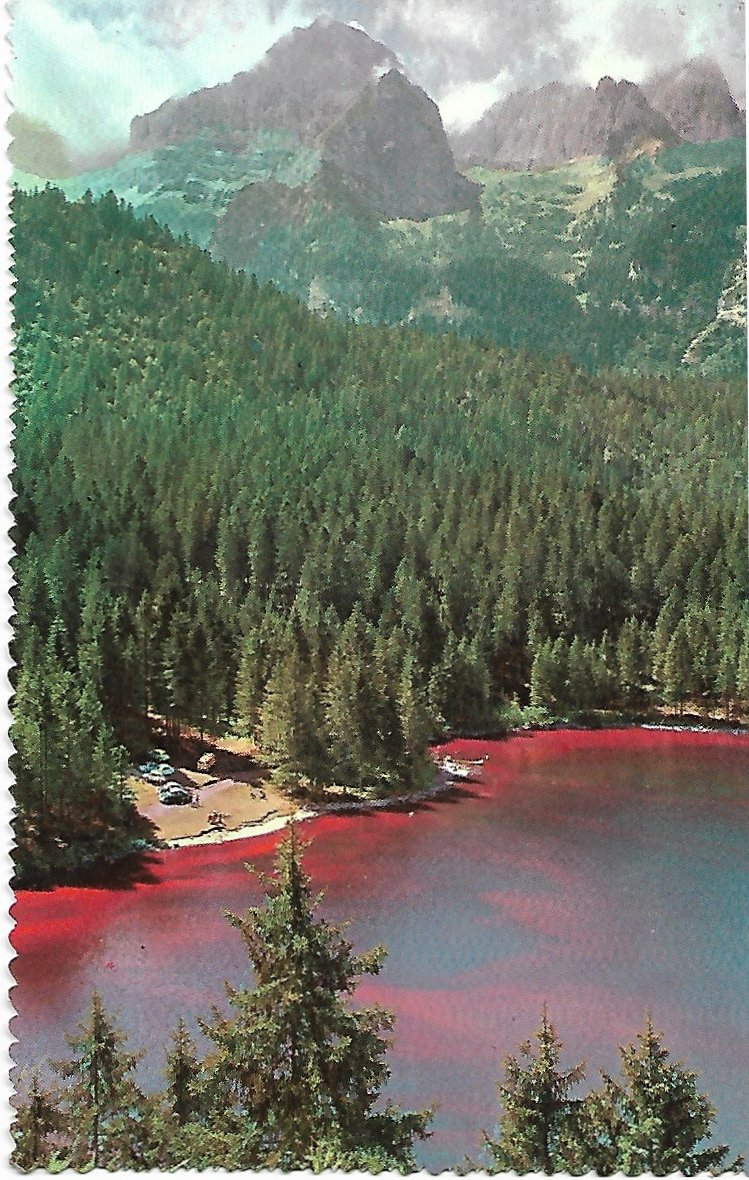
Il Lago di Tovel nel 1961, nella sua distinta colorazione rossa

Nel territorio dell'ex comune si trova il lago di Tovel.

## Storia

### Simboli
Lo stemma e il gonfalone erano stati approvati con D.G.P. del 23 marzo 1984.
Stemma
Gonfalone

## Monumenti e luoghi d'interesse

### Architetture religiose
- Chiesa di Santa Emerenziana, situata all'imbocco della Val di Tovel, lungo la strada che porta al lago di Tovel. La costruzione risale all'XI-XII secolo e si pensa fosse stata casa dei frati di Campiglio. Le facciate sono a capanna e sul lato sud si trova una specie di fienile-stalla. La pala è originale, del 1620 e costruita dal maestro Martino Teofilo Polacco e rappresenta lo Spirito Santo sulla Madonna, su Gesù e su Sant'Anna. Nella chiesa sono presenti affreschi che raffigurano Sant'Emerenziana sul letto di morte e uno stemma della famiglia Cazzuffo.
- Chiesa di Sant'Orsola e Compagne, sede di parrocchia dal 1920, è stata eretta nel 1914 ed è un corpo unico con la struttura del vecchio edificio. Al suo interno si trovano un altare ligneo decorato in oro e intarsiato, con una statua dell'Addolorata, un altro altare in legno della Madonna del Rosario e similari strutture anche nella parte nuova. Il campanile, del 1853, poggia su fondamenta rette da palafitte. Fu affrescata nel 1914 dai pittori Sigismondo Nardi e Antonio Mosca.
- Chiesa di San Nicolò. Questa chiesa è stata costruita in ricordo a San Nicolò, è in stile classico ed è stata ristrutturata nel 2005.
- Chiesa di Tovel, situata in Val di Tovel sopra al lago, più precisamente sopra il centro visitatori. Per raggiungerla bisogna percorrere una stradina posta dietro all'albergo Lago Rosso.

## Società

### Evoluzione demografica
Abitanti censiti

### Ripartizione linguistica
Nel censimento del 2001 il 18,84% della popolazione (418 persone) si è dichiarato "ladino".

## Cultura

### Eventi
Le manifestazioni più importanti, che coinvolgono il maggior numero di persone e che richiamano turisti sono:
- Piazzarolada - appuntamento annuale iniziato nel 2010, si tiene ogni terzo weekend di luglio, prevede concerti e stand gastronomici presso il centro storico del paese.
- GoldenFest - appuntamento annuale che si tiene ogni terzo sabato di ottobre. Festa nata per festeggiare la fine della raccolta della mele in Val di Non.
- Festa della mela - appuntamento iniziato nel 1985, che si tiene durante la settimana di ferragosto, nei pressi del lago di Tovel.
- Cioci, Stéle, Stéce e Bosìe - Settimana dedicata alle tradizioni culinarie ed al legno, iniziato nel 2011.
- Capodanno @ Tuenno.

## Amministrazione
| Periodo        | Periodo          | Primo cittadino | Partito      | Carica  | Note |
| -------------- | ---------------- | --------------- | ------------ | ------- | ---- |
| 9 maggio 2005  | 16 maggio 2010   | Pietro Leonardi | Lista civica | Sindaco |      |
| 17 maggio 2010 | 31 dicembre 2015 | Pietro Leonardi | Lista civica | Sindaco |      |